# Mathias Walther
Mathias Walther (Bazel, 11 april 1972) is een Zwitsers voetbalcoach en voormalig voetballer die speelde als middenvelder.

## Carrière
Walther speelde tussen 1990 en 1993 voor FC Basel, voor de rest is weinig geweten over zijn spelersloopbaan.
Walther was coach van FC Winterthur tussen 2004 en 2009 en later interim-coach van Grasshopper.